# Smile
Smile este al șaselea album de studio al cântăreței americane Katy Perry. Urmează să fie lansat pe 28  
august 2020, de Capitol Records. Include single-urile „Never Really Over”, „Harleys in Hawaii”, „Daisies” și „Smile”. Perry a descris albumul drept „călătoria ei către lumină, cu povești pline de putere, speranță și dragoste”.  
În martie 2018, Ian Kirkpatrick a anunțat că a lucrat cu Perry la muzică nouă. Într-un interviu pentru The Fader, el a declarat: „Am făcut câteva zile și ea este uimitoare”. El a mai spus că lucrul cu Perry a fost „cineva cu care am vrut să lucrez toată viața mea, iar ea a fost literalmente cea mai normală persoană fără ego.” În iunie din același an, Perry a fost văzută să lucreze cu Max Martin în Suedia natală. În martie 2020, Ryan Tedder a dezvăluit că a lucrat cu Perry la muzică nouă pentru album. Într-un interviu acordat graficelor oficiale, el a explicat: „Am lucrat cu Katy acum două săptămâni”. El a continuat să explice cum a fost Perry "într-un spațiu cu capul foarte fain. Am tăiat doar o melodie cu ea, dar sunt îndrăgostită de ea." În martie 2020, Perry și-a anunțat intențiile de a lansa „o mulțime” de muzică nouă în lunile de vară ale aceluiași an. În mai, ea a anunțat „Daisies” drept single-ul principal al albumului. În aceeași lună, Amazon Alexa a anunțat data lansării albumului la 14 august 2020. Într-un interviu din iunie 2020 cu Billboard, Perry a discutat despre o nouă piesă, intitulată "Teary Eyes". Ulterior, ea a confirmat într-un interviu din iulie 2020 că „Never Really Over” va fi pe album. În aceeași lună, a fost anunțat titlul albumului Smile.

## Concept
Perry a explicat că Smile este despre „găsirea luminii la capătul tunelului” și a-ți recăpăta zâmbetul și că albumul e inspirat din căderea ei emoțională, după ce cariera și relația ei au atins un punct scăzut în 2017. Perry a declarat că s-a luptat cu depresia și gândurile sinucigașe și că recunoștința este ceea ce i-a salvat viața. [13] De asemenea, Perry a definit albumul drept „călătoria ei către lumină, cu povești de reziliență, speranță și iubire”. Poza albumului o prezintă pe Katy drept „un clovn încruntat cu nas roșu și costum albastru și alb deasupra titlului, Smile”. Acesta a fost dezvăluit printr-un joc pe Twitter care i-a implicat pe fanii / urmăritorii săi să tweeteze despre album pentru a „sparge baloane virtuale pop pentru a descoperi” coperta albumului.

## Promovare și single-uri
„Never Really Over” a fost lansat inițial pe 31 mai 2019, ca single unic, dar, mai târziu, în iunie 2020, Perry a anunțat că va fi pe Smile. Alte două single-uri individuale au fost lansate în 2019, inclusiv „Small Talk” (lansat pe 9 august 2019) și „Harleys in Hawaii” pe 16 octombrie 2019, deși numai acestea din urmă apar pe album. Un alt single numit „Never Worn White” (lansat pe 5 martie 2020) a fost folosit și pentru promovarea albumului, dar nu este inclus în piesele pre-lansate dezvăluite pe tracklist. "Daisies" a fost lansat pe 15 mai 2020 ca primul single oficial al albumului. Albumul a fost pus la dispoziție la precomandare pe 10 iulie 2020, alături de piesa principală.

## Lista cântecelor
| Nr.            | Titlu                      | Scriitori | Producători                             | Durata |
| -------------- | -------------------------- | --- | --------------------------------------- | ------ |
| 1.             | "Never Really Over"        | - Katy Perry - Dagny Sandvik - Michelle Buzz - Jason Gill - Gino Barletta - Hayley Warner - Anton Zaslavski - Leah Cooney - Daniel James           | - Zedd - Dreamlab                       | 3:43   |
| 2.             | "Cry About It Later"       | |                                         | 3:09   |
| 3.             | "Teary Eyes"               | |                                         | 3:02   |
| 4.             | "Daisies"                  | - Perry - Jonathan Bellion - Jacob Kasher Hindlin - Michael Pollack - Jordan K. Johnson - Stefan Johnson                                           | - The Monsters & Strangerz - Gian Stone | 2:54   |
| 5.             | "Resilient"                | |                                         | 3:07   |
| 6.             | "Not the End of the World" | |                                         | 2:58   |
| 7.             | "Smile"                    | - Perry - Brittany "Starrah" Hazzard - Ferras Alqaisi - Oliver Goldstein - Josh Abraham - Anthony Criss - Benny Golson - Kier Gist - Vincent Brown | - Abraham - Oligee - G Koop             | 2:46   |
| 8.             | "Champagne Problems"       | |                                         | 3:16   |
| 9.             | "Tucked"                   | |                                         | 3:07   |
| 10.            | "Harleys in Hawaii"        | - Perry - Charlie Puth - Hindlin - Johan Carlsson                                                                                                  | - Puth - Carlsson - Peter Karlsson      | 3:05   |
| 11.            | "Only Love"                | |                                         | 3:18   |
| 12.            | "What Makes a Woman"       | |                                         | 2:11   |
| Durata totala: | Durata totala:             | Durata totala: | Durata totala:                          | 36:36  |

| Nr. | Titlu                   | Durata |
| --- | ----------------------- | ------ |
| 13. | "Track 13"              |        |
| 14. | "Track 14 (Voice Memo)" |        |